# カルネ
カルネ（フランス語: carnet、原義はフランス語で「手帖」。フランス語: Carnet de Passages en Douane, CPD）とは、ATA条約（物品の一時輸入のための通関手帳に関する条約）に基づき物品を他国へ一時的に持ち込む際に一時輸入通関を簡易に行うための制度。また、そのための通関手帳。
商品見本、職業用具、オートバイなど、輸入の形式であれば関税が必要となる物品も、ATA条約加盟国間であればこの制度により免税としたり、保証金が不要となる（国により対象品目に制限あり）。

## 自動車カルネ
自家用車を他国に一時的に持ち込む際には、自動車カルネという書類を発行することで通関手続きを簡素化できる。自動車カルネの正式名はAIT/FIA Carnet de Passages en Douaneであり、日本では日本自動車連盟（JAF）が取り扱う。プライベーターがダカール・ラリーなどの海外レースに参加する際に用いることが多いが、あくまでも一時持ち込みであるため、たとえ車両が何らかの理由で故障・破損して自走不能になった場合でも現地での車両廃棄処分はできず、帰国時には持ち帰らなければならないといった制約もある（現地での廃棄も可能ではあるが、その場合は非常に煩雑な手続きが必要となる）。

## その他
- パリ交通公団（RATP）が経営する地下鉄の市内均一回数券も「カルネ」と呼ばれている[1]。